# محوطه آقا گل دره
محوطه آقا گل دره مربوط به دوران‌های تاریخی پس از اسلام است و در شهرستان بوئین‌زهرا، بخش آبگرم، روستای آروچان واقع شده و این اثر در تاریخ ۱۲ شهریور ۱۳۸۰ با شمارهٔ ثبت ۳۷۹۴ به‌عنوان یکی از آثار ملی ایران به ثبت رسیده است.